# Athlétisme aux Jeux olympiques d'été de 1952
Pour des articles plus généraux, voir Jeux olympiques d'été de 1952 et Athlétisme aux Jeux olympiques.
Navigation
Les épreuves d'athlétisme des Jeux olympiques d'été de 1952 ont eu lieu du 20 au 27 juillet 1952 au Stade olympique d'Helsinki, en Finlande. 957 athlètes (773 hommes et 184 femmes), issus de 57 pays, participent aux 33 épreuves au programme (9 féminines et 24 masculines).

## Faits marquants
- Emil Zátopek (TCH) accomplit l'une des plus grandes performances de l'histoire de l'athlétisme. Il gagne le 5 000 m, défend avec succès son titre dans le 10 000 m avant d'empocher sa troisième médaille d'or pour son premier marathon et de réaliser ainsi un triplé qui demeure unique dans l'histoire olympique[1].
- Alain Mimoun (FRA) obtient deux médailles d'argent aux 5 000 m et 10 000 m derrière l'intouchable Emil Zatopek.
- Robert (Bob) Mathias conserve facilement son titre au décathlon avec plus de 900 points d'avance sur le second, Milt Campbell.

## Résultats

### Hommes
| Épreuves | Or                                                                           | Argent                                                                               | Bronze                                                                                  |
| --- | ---------------------------------------------------------------------------- | ------------------------------------------------------------------------------------ | --------------------------------------------------------------------------------------- |
| 100 m détails | Lindy Remigino (USA) 10 s 4                                                  | Herb McKenley (JAM) 10 s 4                                                           | McDonald Bailey (GBR) 10 s 4                                                            |
| 200 m détails | Andy Stanfield (USA) 20 s 7 (OR)                                             | Thane Baker (USA) 20 s 8                                                             | James Gathers (USA) 20 s 8                                                              |
| 400 m détails | George Rhoden (JAM) 45 s 9 (OR)                                              | Herb McKenley (JAM) 45 s 9 (OR)                                                      | Ollie Matson (USA) 46 s 8                                                               |
| 800 m détails | Mal Whitfield (USA) 1 min 49 s 2 (OR)                                        | Arthur Wint (JAM) 1 min 49 s 4                                                       | Heinz Ulzheimer (GER) 1 min 49 s 7                                                      |
| 1 500 m détails | Joseph Barthel (LUX) 3 min 45 s 1 (OR)                                       | Robert McMillen (USA) 3 min 45 s 2                                                   | Werner Lueg (GER) 3 min 45 s 4                                                          |
| 5 000 m détails | Emil Zátopek (TCH) 14 min 6 s 6 (OR)                                         | Alain Mimoun (FRA) 14 min 7 s 4                                                      | Herbert Schade (GER) 14 min 8 s 6                                                       |
| 10 000 m détails | Emil Zátopek (TCH) 29 min 17 s 0 (OR)                                        | Alain Mimoun (FRA) 29 min 32 s 8                                                     | Aleksandr Anufriyev (URS) 29 min 48 s 2                                                 |
| Marathon détails | Emil Zátopek (TCH) 2 h 23 min 03 s 2 (OR)                                    | Reinaldo Gorno (ARG) 2 h 25 min 35 s 0                                               | Gustaf Jansson (SWE) 2 h 26 min 07 s 0                                                  |
| 110 mètres haies détails | Harrison Dillard (USA) 13 s 7 (OR)                                           | Jack Davis (USA) 13 s 7                                                              | Arthur Barnard (USA) 14 s 1                                                             |
| 400 mètres haies détails | Charles Moore (USA) 50 s 8 (OR)                                              | Yuriy Lituyev (URS) 51 s 3                                                           | John Holland (NZL) 52 s 2                                                               |
| 3 000 m steeple détails | Horace Ashenfelter (USA) 8 min 45 s 4 (WR)                                   | Vladimir Kazantsev (URS) 8 min 51 s 6                                                | John Disley (GBR) 8 min 51 s 8                                                          |
| 4 × 100 m détails | États-Unis Finis Smith Harrison Dillard Lindy Remigino Andy Stanfield 40 s 1 | Union soviétique Boris Tokarev Levan Kalyayev Levan Sanadze Vladimir Sukharev 40 s 3 | Hongrie László Zarándi Géza Varasdi György Csányi Béla Goldoványi 40 s 5                |
| 4 × 400 m détails | Jamaïque Arthur Wint Leslie Laing Herb McKenley George Rhoden 3 min 03 s 9   | États-Unis Ollie Matson Gene Cole Charles Moore Mal Whitfield 3 min 04 s 0           | Allemagne Günther Steines Hans Geister Heinz Ulzheimer Karl-Friedrich Haas 3 min 06 s 6 |
| 10 km marche détails | John Mikaelsson (SWE) 45 min 02 s 8 (OR)                                     | Fritz Schwab (SUI) 45 min 41 s 0                                                     | Bruno Junk (URS) 45 min 41 s 0                                                          |
| 50 km marche détails | Giuseppe Dordoni (ITA) 4 h 28 min 07 s 8 (OR)                                | Josef Doležal (TCH) 4 h 30 min 17 s 8                                                | Antal Róka (HUN) 4 h 31 min 27 s 2                                                      |
| Saut en longueur détails | Jerome Biffle (USA) 7,57 m                                                   | Meredith Gourdine (USA) 7,53 m                                                       | Ödön Földessy (HUN) 7,30 m                                                              |
| Triple saut détails | Adhemar da Silva (BRA) 16,22 m (WR)                                          | Leonid Shcherbakov (URS) 15,98 m                                                     | Arnoldo Devonish (VEN) 15,52 m                                                          |
| Saut en hauteur détails | Buddy Davis (USA) 2,04 m (OR)                                                | Kenneth Wiesner (USA) 2,01 m                                                         | José Telles da Conceição (BRA) 1,98 m                                                   |
| Saut à la perche détails | Bob Richards (USA) 4,55 m (OR)                                               | Donald Laz (USA) 4,50 m                                                              | Ragnar Lundberg (SWE) 4,40 m                                                            |
| Lancer du poids détails | Parry O'Brien (USA) 17,41 m (OR)                                             | Darrow Hooper (USA) 17,39 m                                                          | James Fuchs (USA) 17,06 m                                                               |
| Lancer du disque détails | Sim Iness (USA) 55,03 m (OR)                                                 | Adolfo Consolini (ITA) 53,78 m                                                       | James Dillion (USA) 53,28 m                                                             |
| Lancer du marteau détails | József Csermák (HUN) 60,34 m (WR)                                            | Karl Storch (GER) 58,86 m                                                            | Imre Németh (HUN) 57,74 m                                                               |
| Lancer du javelot détails | Cyrus Young (USA) 73,78 m (OR)                                               | William Miller (USA) 72,46 m                                                         | Toivo Hyytiäinen (FIN) 71,89 m                                                          |
| Décathlon détails | Bob Mathias (USA) 7 887 pts (OR)                                             | Milt Campbell (USA) 6 975 pts                                                        | Floyd Simmons (USA) 6 788 pts                                                           |
| Records et Performances - AR : Record continental (area record) - CR : Record des championnats (championship record) - MR : Record du meeting (meet record) - NR : Record national (national record) - OR : Record olympique (olympic record) - PR : Record paralympique (paralympic record) - PB : Record personnel (personal best) - SB : Meilleure performance personnelle de la saison (season's best) - WL : Meilleure performance mondiale de l'année (world leader) - WJR : Record du monde junior (world junior record) - WR : Record du monde (world record) Circonstances et Conditions - DNF : N'a pas terminé (did not finish) - DNS : N'a pas pris le départ (did not start) - DQ : Disqualification (disqualification) - NM : Aucun essai valable enregistré (No Mark) - Q : Qualifié « directement » au prochain tour (ou à la prochaine compétition), lors d'une compétition majeure, grâce au classement ou à la réalisation des minima (automatic qualifier) - q : Qualifié au prochain tour (ou à la prochaine compétition), lors d'une compétition majeure, grâce au repêchage ou à la réalisation de l'une des meilleures performances parmi celles des « non qualifiés directement » (grâce au meilleur temps ou à la meilleure distance par exemple) (secondary qualifier) |                                                                              |                                                                                      |                                                                                         |

### Femmes
| Épreuves | Or                                                                          | Argent                                                                         | Bronze                                                                                   |
| --- | --------------------------------------------------------------------------- | ------------------------------------------------------------------------------ | ---------------------------------------------------------------------------------------- |
| 100 m détails | Marjorie Jackson (AUS) 11 s 5 (WR)                                          | Daphne Hasenjager (RSA) 11 s 8                                                 | Shirley Strickland (AUS) 11 s 9                                                          |
| 200 m détails | Marjorie Jackson (AUS) 23 s 7                                               | Puck Brouwer (NED) 24 s 2                                                      | Nadezhda Khnykina (URS) 24 s 2                                                           |
| 80 m haies détails | Shirley Strickland (AUS) 10 s 9 (WR)                                        | Maria Golubnichaya (URS) 11 s 1                                                | Maria Sander (GER) 11 s 1                                                                |
| 4 × 100 m détails | États-Unis Mae Faggs Barbara Jones Janet Moreau Catherine Hardy 45 s 9 (WR) | Allemagne Ursula Knab Maria Sander Helga Klein Marga Petersen-Kallensee 45 s 9 | Grande-Bretagne Sylvia Cheeseman June Foulds-Paul Jean Desforges Heather Armitage 46 s 2 |
| Saut en longueur détails | Yvette Williams (NZL) 6,24 m (OR)                                           | Aleksandra Chudina (URS) 6,14 m                                                | Shirley Cawley (GBR) 5,92 m                                                              |
| Saut en hauteur détails | Esther Brand (RSA) 1,67 m                                                   | Sheila Lerwill (GBR) 1,65 m                                                    | Aleksandra Chudina (URS) 1,63 m                                                          |
| Lancer du poids détails | Galina Zybina (URS) 15,28 m (WR)                                            | Marianne Werner (GER) 14,57 m                                                  | Klavdiya Tochenova (URS) 14,50 m                                                         |
| Lancer du disque détails | Nina Romashkova (URS) 51,42 m (OR)                                          | Yelisaveta Bagryantseva (URS) 47,08 m                                          | Nina Dumbadze (URS) 46,29 m                                                              |
| Lancer du javelot détails | Dana Zátopková (TCH) 50,47 m (OR)                                           | Aleksandra Chudina (URS) 50,01 m                                               | Yelena Gorchakova (URS) 49,76 m                                                          |
| Records et Performances - AR : Record continental (area record) - CR : Record des championnats (championship record) - MR : Record du meeting (meet record) - NR : Record national (national record) - OR : Record olympique (olympic record) - PR : Record paralympique (paralympic record) - PB : Record personnel (personal best) - SB : Meilleure performance personnelle de la saison (season's best) - WL : Meilleure performance mondiale de l'année (world leader) - WJR : Record du monde junior (world junior record) - WR : Record du monde (world record) Circonstances et Conditions - DNF : N'a pas terminé (did not finish) - DNS : N'a pas pris le départ (did not start) - DQ : Disqualification (disqualification) - NM : Aucun essai valable enregistré (No Mark) - Q : Qualifié « directement » au prochain tour (ou à la prochaine compétition), lors d'une compétition majeure, grâce au classement ou à la réalisation des minima (automatic qualifier) - q : Qualifié au prochain tour (ou à la prochaine compétition), lors d'une compétition majeure, grâce au repêchage ou à la réalisation de l'une des meilleures performances parmi celles des « non qualifiés directement » (grâce au meilleur temps ou à la meilleure distance par exemple) (secondary qualifier) |                                                                             |                                                                                |                                                                                          |

## Tableau des médailles
| Rang  | Nation           | Or | Argent | Bronze | Total |
| ----- | ---------------- | -- | ------ | ------ | ----- |
| 1     | États-Unis       | 15 | 10     | 6      | 31    |
| 2     | Tchécoslovaquie  | 4  | 1      | 0      | 5     |
| 3     | Australie        | 3  | 0      | 1      | 4     |
| 4     | Union soviétique | 2  | 8      | 7      | 17    |
| 5     | Jamaïque         | 2  | 3      | 0      | 5     |
| 6     | Italie           | 1  | 1      | 0      | 2     |
| 6     | Afrique du Sud   | 1  | 1      | 0      | 2     |
| 8     | Hongrie          | 1  | 0      | 4      | 5     |
| 9     | Suède            | 1  | 0      | 2      | 3     |
| 10    | Brésil           | 1  | 0      | 1      | 2     |
| 10    | Nouvelle-Zélande | 1  | 0      | 1      | 2     |
| 12    | Luxembourg       | 1  | 0      | 0      | 1     |
| 13    | Allemagne        | 0  | 3      | 5      | 8     |
| 14    | France           | 0  | 2      | 0      | 2     |
| 15    | Grande-Bretagne  | 0  | 1      | 4      | 5     |
| 16    | Argentine        | 0  | 1      | 0      | 1     |
| 16    | Pays-Bas         | 0  | 1      | 0      | 1     |
| 16    | Suisse           | 0  | 1      | 0      | 1     |
| 19    | Finlande         | 0  | 0      | 1      | 1     |
| 19    | Venezuela        | 0  | 0      | 1      | 1     |
| Total | Total            | 33 | 33     | 33     | 99    |